# Polizeigewalt in Berlin
Dieser Artikel befasst sich mit Statistiken und Einzelfällen von mutmaßlicher Polizeigewalt in dem Bundesland Berlin.

## Überblick
Die Einheit für besondere Lagen und einsatzbezogenes Training (EbLT) war eine Einheit der Polizei Berlin, die der damalige Innensenator Wilhelm Kewenig (CDU) Mitte des Jahres 1987 als Reaktion auf die Ausschreitungen und die polizeilichen Pannen in der Nacht vom 1. zum 2. Mai d. J. im Berliner Problem-Stadtteil Kreuzberg aufstellte und die nach mehrfachen problematischen Einsätzen und breiter medialer und politischer Kritik im Januar 1989 wieder aufgelöst wurde. In den 1990er Jahren lag pro Jahr die Anzahl an Ermittlungen wegen möglicher Körperverletzung bei rund 1000 Fällen, von denen ca. ein Dutzend zu einer Anklage führten und ein halbes Dutzend zu einer Verurteilung. Es wurde mehrfach über Polizeigewalt bei Demonstrationen oder 1.-Mai-Festen berichtet.
Der Berliner Kriminalhauptkommissar Oliver von Dobrowolski ist Konfliktmanager des Kommunikationsteams der Berliner Polizei. Er hat wegen der von ihm erkannten Problemen ein Buch geschrieben und im April 2023 die Initiative BetterPolice gegründet.
| Jahr Zahlen 2008–2011: nur Polizeibeamte Zahlen 2012: alle Polizeibeschäftigte | Anz. Anzeigen oder Ermittlungsverfahren wg. mögl. Körperverletzung | eingestellte Strafverfahren Zahlen können sich auf die Vorjahre beziehen | Anklagen | Freisprüche | Verurteilungen |
| ------------------------------------------------------------------------------ | ------------------------------------------------------------------ | ------------------------------------------------------------------------ | -------- | ----------- | -------------- |
| 1992                                                                           | 591 Anzeigen 9                                                     | 572 9                                                                    |          |             |                |
| 1996                                                                           | 928 1                                                              |                                                                          | 26 1     |             | 5 1            |
| 1997                                                                           | 1027 1                                                             |                                                                          | 14 1     |             | 6 1            |
| 1998                                                                           | 1004 1                                                             |                                                                          | 12 1     |             | 5 1            |
| 1999                                                                           | 967 1                                                              |                                                                          | 13 1     |             | 3 1            |
| 2007                                                                           | 771 2 8                                                            | 746 4                                                                    |          | 21 4        | 1–3 4 8        |
| 2008                                                                           | 636 3 8                                                            | 615 3 8                                                                  |          | 6 3         | 0 3            |
| 2013                                                                           | 484 5                                                              | 451 7                                                                    |          | 6 7         | 2 5 6 7        |

## Einzelfälle
| Datum              | Vorfall | Bewertung                                                                        |
| ------------------ | --- | -------------------------------------------------------------------------------- |
| 2. Juni 1967       | Bei der Demonstration am 2. Juni 1967 in West-Berlin gegen den Schah-Besuch vollzog die Polizei einen vorbereiteten Schlagstockeinsatz gegen eingekesselte, sitzende und unbewaffnete Demonstranten. Das Verwaltungsgericht Berlin urteilte später, dass es dafür keine Rechtsgrundlage gab. Drei Polizisten wurden wegen Körperverletzung im Amt zu je sechs Wochen Gefängnis verurteilt. | Haftstrafe                                                                       |
| 12. September 2009 | Bei der Freiheit statt Angst-Demonstration 2009 am 12. September in Berlin wurde ein Mann von einem Polizisten zu diesem gezogen und von einem anderen Polizisten ins Gesicht geschlagen. Er erstatte Anzeige wegen Körperverletzung im Amt gegen die Polizisten. Er wurde wegen Widerstandes gegen Vollstreckungsbeamte angezeigt. Das Verfahren gegen den Mann wurde im Juli 2010 eingestellt. Die Polizisten wurden wegen einfacher Körperverletzung im Amt im April 2012 zu einer Geldstrafe von 120 Tagessätzen à 50 € verurteilt. Alle Beteiligten kündigten an, in Berufung zu gehen. Im Berufungsverfahren vor dem Landgericht Berlin wurden die Polizisten am 18. Juni 2013 wegen Körperverletzung im Amt, bzw. fahrlässiger Körperverletzung im Amt, zu 80 bzw. 20 Tagessätze à 50 € verurteilt. Der Anwalt des Mannes kündigte an, Rechtsmittel einzulegen. Der Mann erhielt in einem zivilrechtlichen Vergleich, dem das Land Berlin am 16. Oktober 2012 zustimmte, 10.000 € Schmerzensgeld. Die Polizisten wurden in den Innendienst versetzt. | Geldstrafe und Schmerzensgeldzahlung                                             |
| 12. September 2009 | Ebenfalls auf der Freiheit statt Angst-Demonstration 2009 wurde ein Mann von einem Polizisten in den Rücken geschlagen. Der Polizist wurde 2010 wegen Körperverletzung im Amt zu einer Geldstrafe in Höhe von 4800 € verurteilt. | Geldstrafe wegen Körperverletzung                                                |
| 1. Mai 2010        | Bei einer Demonstration in Berlin am 1. Mai 2010 kam ein Demonstrant zu Fall und wurde am Boden liegend von einem vorbeilaufenden Polizisten gegen den Kopf getreten. Die Polizei ermittelte unmittelbar darauf folgend intern wegen Körperverletzung im Amt. In einem Strafbefehlsverfahren wurde der Polizist im Oktober 2010 zu einer Freiheitsstrafe von acht Monaten auf Bewährung verurteilt. | Bewährungsstrafe                                                                 |
| 31. Dezember 2010  | In der Nacht vom 31. Dezember 2010 zum 1. Januar 2011 sollten Polizisten eine Schlägerei in Berlin-Hellersdorf beenden. Im Verlauf des Einsatzes schlug einer der Polizisten zweimal mit dem Schlagstock einem Mann auf den Kopf, wobei der Schlagstock zerbrach und der Mann Platzwunden erlitt. In der Gerichtsverhandlung gab der Polizist an, dass er ein milderes Mittel hätte wählen können. Ebenfalls gab er an, dass sein Vorgesetzter ihm von einer Selbstanzeige abriet; er solle behaupten, er sei gestürzt. Diese Version wurde auch unter den Kollegen abgesprochen und von ihnen wiedergegeben, nachdem der Mann Anzeige erstattet hatte. In einem anonymen Schreiben an das Landeskriminalamt schrieb der Absender, dass der Mann bereits unter Kontrolle gewesen sei, als er geschlagen wurde. Der Polizist wurde im November 2012 wegen gefährlicher Körperverletzung im Amt zu einer Bewährungsstrafe von 10 Monaten verurteilt. | Bewährungsstrafe                                                                 |
| 1. Mai 2011        | Am 1. Mai 2011 wurden Polizisten in Zivil aus Berlin auf dem Myfest von uniformierten Kollegen körperlich verletzt. Da zwar die Polizeieinheit, aber nicht die Polizisten selbst, identifiziert werden konnten, wurden die Angeklagten am 9. April 2012 vor dem Amtsgericht Tiergarten freigesprochen. | Freispruch.                                                                      |
| 24. August 2011    | Am 24. August 2011 sollten zwei Polizisten einen Vorführbeschluss des Amtsgerichts gegenüber einer Frau vollstrecken. Sie sollte vor dem Amtsgericht angehört werden. Es stand im Raum, dass sie in eine Psychiatrie eingewiesen werden sollte. Die Polizisten und eine Mitarbeiterin des Sozialdienstes klingelten an der Wohnung für betreutes Wohnen „für psychisch Auffällige“ im Märkischen Viertel. Eine Sprecherin der Polizei sagte, die Frau sei mit einem Messer aus der Wohnung gekommen und hätte einen der Polizisten am Unterarm verletzt, woraufhin Pfefferspray gegen die Frau eingesetzt wurde. Sie zog sich in die Wohnung zurück. Die Polizisten riefen die Einsatzhundertschaft und einen Krankenwagen. Als weitere Polizisten vor Ort waren, wurde nach Angaben eines Justizsprechers die Wohnungstür mit einer Ramme geöffnet und die Frau habe mit einem Messer gezielt in Richtung des Kopfes eines Polizisten gestochen. Ein anderer Polizist soll in diesem Moment auf die Frau geschossen haben und sie im Oberkörper getroffen haben. Gegen den Polizisten ermittelte die Staatsanwaltschaft. Die Ermittlungen wurden Mitte September 2011 eingestellt, da der Schuss in der Nothilfesituation gerechtfertigt gewesen sei. Dienstrechtliche Konsequenzen gab es keine. | Ermittlungen eingestellt.                                                        |
| 6. Oktober 2012    | Am 6. Oktober 2012 wurde die Polizei alarmiert, weil ein Mann mit einem Beil oder einer Axt und einem Messer durch Wedding lief. Der Aufforderung, das Messer wegzulegen, kam der Mann nicht nach. Ein Polizist schoss ihm ins Bein und er ging zu Boden. Auch am Boden legte der Mann das Messer nicht weg. Er wurde mit Pfefferspray besprüht, in den Nacken getreten, mit Schlagstöcken geschlagen und von einem Polizeihund in Hand, Arm und Oberschenkel gebissen. Nach einer Notoperation lag er zwei Wochen im Koma, bevor er an den Folgen der Schussverletzungen starb. Die Staatsanwaltschaft Berlin ermittelt wegen vollendeten Totschlags. Ende Juli 2013 bestätigte die Staatsanwaltschaft den Abschluss der Ermittlungen. Im Frühjahr 2014 kam die Staatsanwaltschaft zum Schluss, dass die Polizisten in Notwehr gehandelt hätten. Rechtsanwalt Hubert Dreyling legte dagegen Beschwerde ein. |                                                                                  |
| 28. Juni 2013      | Manuel F. (* 1. Februar 1982), der an einer paranoiden Psychose litt, stieg am Morgen des 28. Juni 2013 nackt in den Berliner Neptunbrunnen. Mit einem Brotmesser fügte er sich Verletzungen an Hals und Armen zu. Gegen 9:40 Uhr stieg einer der gerufenen Polizisten zu dem Mann in den Brunnen und forderte ihn auf, das Messer wegzulegen. Als der Mann mit dem Messer auf den Polizisten zulief, gab dieser einen Schuss auf den Mann ab, der um 10:08 Uhr zu dessen Tod im Rettungswagen führte. Am 23. August 2013 wurde bekannt, dass die Staatsanwaltschaft die Ermittlungen gegen den Polizisten einstellte, da er aus ihrer Sicht in Notwehr gehandelt habe. Das Landeskriminalamt Berlin hatte wegen Totschlags ermittelt. Gegen die Einstellung legte Hubert Dreyling, Anwalt des Vaters des Mannes, Beschwerde ein, die von der Staatsanwaltschaft zurückgewiesen wurde. Der Anwalt reichte (vergeblich) Klage beim Bundesverfassungsgericht ein. |                                                                                  |
| 8. September 2013  | Am 8. September 2013 rief eine Frau in Berlin-Mariendorf wegen angeblicher häuslicher Gewalt durch ihren Mann, der betrunken und mit Pistolen bewaffnet in der Wohnung sitze, die Polizei. Beim Eintreffen eines Berliner Spezialeinsatzkommandos (SEK) zeigte die mutmaßlich alkoholisierte Frau von der Straße aus offenbar auf ein falsches Fenster. Die SEK-Beamten brachen daraufhin die Tür der falschen Wohnung auf, in der sich eine Frau und ihr Sohn befanden. Die Frau erlitt nach Medienberichten einen Schock, Prellungen und Hämatome, da sie „[…] von einem […] Polizisten durch die Wohnung geschubst […]“ worden sei. Der Sohn wurde durch einen Polizeihund in den Unterarm gebissen und musste mehrfach operiert werden. Die Polizei entschuldigte sich bei der Frau, die zusammen mit ihrem Sohn Anzeige wegen Körperverletzung im Amt und Sachbeschädigung erstattete. Die Kosten für den Krankenhausaufenthalt sowie die Reparatur der Türe trägt das Land Berlin. In der Wohnung des Mannes, weswegen das SEK gerufen wurde, wurden drei Pistolen gefunden. | Kostenübernahme                                                                  |
| 1. Mai 2014        | Am 1. Mai 2014 filmte ein Fotografie-Professor aus Kreuzberg am Kottbusser Tor, wie ein Polizist einem Mann Pfefferspray ins Gesicht sprüht (Link zum Video). Der Mann soll daraufhin 20 Minuten nicht mehr sehen können und tagelang „Augen- und Atemwegsprobleme“ gehabt haben. Polizeipräsident Klaus Kandt nannte den Einsatz „offenbar grundlos“. Und weiter sagte er: „Sollte sich der Eindruck bestätigen, möchte ich mich in aller Form entschuldigen“. Wenige Tage nach dem Pfeffersprayeinsatz wurde ein „stellvertretende[r] Gruppenführer, […] von seinem Vorgesetzten, dem Chef der Einsatzhundertschaft der Direktion 5, wegen Körperverletzung im Amt angezeigt“. Gegen den Polizisten wurde daraufhin ein Strafverfahren wegen gefährlicher Körperverletzung eingeleitet und angeklagt. Im Prozess sagte der Polizist und sein Kollege Thomas G. aus, dass der Mann die Polizei angepöbelt habe. G. sagte, nach Angaben der taz, weiter aus, dass der Mann „mit zwei anderen Männern immer wieder in Richtung der Polizeibeamten gesprungen“ sei. Der Polizist wurde im Juni 2014 zu einer Freiheitsstrafe von neun Monaten auf Bewährung (Bewährungsfrist: drei Jahre) verurteilt. Wegen der falschen Aussagen im Prozess gegen seinen Kollegen wurde Thomas G. wegen Strafvereitelung im Amt angezeigt (seine falsche Aussage hätte ohne das Video zum Freispruch des sprühenden Polizisten führen können) und am 25. März 2015 am Kriminalgericht Moabit zu einer Geldstrafe in Höhe von 90 Tagessätzen à 70 € verurteilt. „Die Richterin sah es als erwiesen an, dass G. sich nicht bloß falsch erinnere, sondern bewusst und vorsätzlich eine falsche Aussage gemacht habe, um seinen Kollegen zu schützen.“ „Besonders schwer wiege, dass durch die Falschaussage ‚das Vertrauen der Bevölkerung in Polizeibeamte erschüttert‘ werde.“ | Bewährungsstrafen wegen gefährlicher Körperverletzung und wegen Strafvereitelung |
| 14. September 2022 | Am 14. September 2022 kam es zu einem Polizeieinsatz in einem vom Diakonischen Werk betriebenen Wohnheim in Berlin-Spandau, bei dem Kupa Ilunga Medard Mutombo, ein Schizophren aus dem Kongo, nach richterlichem Beschluss in eine Psychiatrie eingewiesen werden sollte. Der Einsatz eskalierte, wobei Mutombo nach physischer Auseinandersetzung mit den Beamten kollabierte, woraufhin er reanimiert und ins Berliner Charité gebracht wurde, in dem er nach dreiwöchigem Koma verstarb. Eine Obduktion Mutombos ergab als Todesursache einen durch Sauerstoffmangel bedingten Hirnschaden. Die Staatsanwaltschaft leitete Ermittlungen, die aufgrund von mangelnder Anzeichen eines Fremdverschuldens zunächst eingestellt wurden, ein. Durch Beschwerden von Mutombos Bruder wurden die Ermittlungen allerdings wieder aufgenommen. Mutombos Tod stieß eine Debatte über Polizeigewalt in Deutschland ggü. Menschen mit psychischen Erkrankungen an und Kritiker forderten die Durchführung solcher Einsätze durch geschultes Personal. |                                                                                  |